# Euthalius
Euthalius (bl. um 450) ist der Name, der einem frühchristlichen Bibelkommentator gegeben wurde. Seine Kommentare finden sich in vielen griechischen Handschriften des Neuen Testamentes, so etwa im Codex Basiliensis A.N.IV.2 (= Minuskel 1eap) und im Codex Porfirianus.

## Leben
Über sein Leben sind nur wenige Notizen in mittelalterlichen Handschriften des Neuen Testamentes erhalten. Solche Handschriften enthalten oft Randbemerkungen, die aus Ketten (lateinisch catenae; ‚Katenen‘) von Zitaten der Kirchenväter bestehen. Daneben gibt es umfangreiches Material für drei Abschnitte des Neuen Testamentes: Die Briefe des Apostels Paulus, die Apostelgeschichte und die Katholischen Briefe. Zu jedem dieser Abschnitte findet sich ein Prolog, und im Titel dieses Prologs wird für gewöhnlich ein gewisser Euthalius als Verfasser bezeichnet. Aus diesem Grund nennen Wissenschaftler diese Prologe „Euthalischer Apparat(us)“.
In manchen Fassungen der Prologe heißt es, Euthalius sei Diakon in Alexandria gewesen, in anderen wird er als „Bischof von Sulca“ bezeichnet, wobei ein solches Bistum sonst nicht bekannt ist. Da die Prologe sich auf die Kirchengeschichte des Eusebius von Caesarea beziehen, müssen sie nach dieser entstanden sein, also nach dem Ende des 4. Jahrhunderts. Hermann von Soden datierte seine Lebenszeit in das 7. Jahrhundert und nahm als Wirkungsort Antiochien an.

## Werke
Der Prolog zu den Paulusbriefen gliedert sich in drei Abschnitte, wovon der erste und der letzte eine Biografie des Apostels bieten, während im Mittelteil eine Zusammenfassung des Inhalts aller 14 Briefe (einschließlich des Hebräerbriefes) gegeben wird. Euthalius datiert das Martyrium des Paulus – abweichend von Eusebius und Hieronymus – auf das dreizehnte Regierungsjahr des Kaisers Nero, d. h. auf das Jahr 67.
Es existiert noch ein späteres „Glaubensbekenntnis des Euthalius von Sulca“ aus der zweiten Hälfte des 7. Jahrhunderts, das aber wohl nicht von demselben Autor stammt, wenngleich H. von Soden seine Datierung auf dieses Glaubensbekenntnis stützte.
Nachdem sie lange in Vergessenheit geraten waren, wurden die Werke des Euthalius 1698 von Lorenzo Alessandro Zaccagni, dem Präfekten der Vatikanischen Bibliothek in Rom, entdeckt und herausgegeben.

## Leistungen
Den Prologen zufolge soll Euthalius der erste gewesen sein, der den bis dahin fortlaufend ohne Zwischenräume und Satzzeichen geschriebenen griechischen Text des Neuen Testamentes in „Stichen“ (griechisch στίχοι) einteilte. Er schuf damit die Grundlage für die noch heute gebräuchliche Einteilung des Bibeltextes in Verse.